# Anochetus mayri
Anochetus mayri é uma espécie de formiga do gênero Anochetus, pertencente à subfamília Ponerinae.